# Вишенки (Липецкая область)
Ви́шенки — деревня Троицкого сельсовета Лев-Толстовского района Липецкой области.

## Название
Название связано с вишневыми садами.

## История
Известны по документам с 1771 г.

## Население
| 1859 | 1906 | 2000 | 2010 |
| ---- | ---- | ---- | ---- |
| 396  | ↗458 | ↘4   | ↘1   |